# Logrian-Florian
Logrian-Florian település Franciaországban, Gard megyében. Lakosainak száma 263 fő (2022. január 1.). Logrian-Florian Bragassargues, Canaules-et-Argentières, Puechredon, Quissac, Saint-Jean-de-Crieulon és Saint-Nazaire-des-Gardies községekkel határos.

## Népesség
A település népességének változása:
| Lakosok száma | 177  | 152  | 170  | 250  | 270  | 267  | 264  | 264  | 264  | 263  |
|               | 1968 | 1982 | 1990 | 2006 | 2013 | 2015 | 2017 | 2019 | 2020 | 2022 |